# واتسون (نیوجرسی)
واتسون (به انگلیسی: Weston) یک منطقهٔ مسکونی در ایالات متحده آمریکا است که در Franklin Township واقع شده‌است. واتسون ۳٫۷۴۸ کیلومتر مربع مساحت و ۱٬۲۳۵ نفر جمعیت دارد و ۲۹ متر بالاتر از سطح دریا واقع شده‌است.